# 2000-es Formula–1 európai nagydíj
Az európai nagydíj volt a 2000-es Formula–1 világbajnokság hatodik futama.

## Futam
|      | Rsz. | Versenyző             | Csapat             | Kör. | Idő/Kiesések | Start | Pontok |
| ---- | ---- | --------------------- | ------------------ | ---- | ------------ | ----- | ------ |
| 1    | 3    | Michael Schumacher    | Ferrari            | 67   | 1:42:00.307  | 2     | 10     |
| 2    | 1    | Mika Häkkinen         | McLaren-Mercedes   | 67   | +13.822      | 3     | 6      |
| 3    | 2    | David Coulthard       | McLaren-Mercedes   | 66   | +1 Kör.      | 1     | 4      |
| 4    | 4    | Rubens Barrichello    | Ferrari            | 66   | +1 Kör.      | 4     | 3      |
| 5    | 11   | Giancarlo Fisichella  | Benetton-Playlife  | 66   | +1 Kör.      | 7     | 2      |
| 6    | 18   | Pedro de la Rosa      | Arrows-Supertec    | 66   | +1 Kör.      | 12    | 1      |
| 7    | 16   | Pedro Diniz           | Sauber-Petronas    | 65   | +2 Kör.      | 15    |        |
| 8    | 21   | Gaston Mazzacane      | Minardi-Fondmetal  | 65   | +2 Kör.      | 21    |        |
| 9    | 14   | Jean Alesi            | Prost-Peugeot      | 65   | +2 Kör.      | 17    |        |
| 10   | 10   | Jenson Button         | Williams-BMW       | 62   | Elektronika  | 11    |        |
| 11   | 8    | Johnny Herbert        | Jaguar-Cosworth    | 61   | Ütközés      | 16    |        |
| 12   | 12   | Alexander Wurz        | Benetton-Playlife  | 61   | Ütközés      | 14    |        |
| Kie. | 23   | Ricardo Zonta         | BAR-Honda          | 51   | Kicsúszás    | 18    |        |
| Kie. | 20   | Marc Gené             | Minardi-Fondmetal  | 47   | Gázadagoló   | 20    |        |
| Kie. | 22   | Jacques Villeneuve    | BAR-Honda          | 46   | Motorhiba    | 9     |        |
| Kie. | 7    | Eddie Irvine          | Jaguar-Cosworth    | 29   | Ütközés      | 8     |        |
| Kie. | 19   | Jos Verstappen        | Arrows-Supertec    | 29   | Kicsúszás    | 13    |        |
| Kie. | 9    | Ralf Schumacher       | Williams-BMW       | 29   | Ütközés      | 5     |        |
| Kie. | 17   | Mika Salo             | Sauber-Petronas    | 27   | Féltengely   | 19    |        |
| Kie. | 5    | Heinz-Harald Frentzen | Jordan-Mugen-Honda | 2    | Motorhiba    | 10    |        |
| Kie. | 6    | Jarno Trulli          | Jordan-Mugen-Honda | 0    | Ütközés      | 6     |        |

## A világbajnokság élmezőnyének állása a verseny után
| H  | Versenyzők         | Pont | H  | Konstruktőrök      | Pont |
| -- | ------------------ | ---- | -- | ------------------ | ---- |
| 1. | Michael Schumacher | 46   | 1. | Ferrari            | 62   |
| 2. | Mika Häkkinen      | 28   | 2. | McLaren-Mercedes   | 52   |
| 3. | David Coulthard    | 24   | 3. | Williams-BMW       | 15   |
| 4. | Rubens Barrichello | 16   | 4. | Benetton-Playlife  | 10   |
| 5. | Ralf Schumacher    | 12   | 5. | Jordan-Mugen-Honda | 9    |

## Statisztikák
Vezető helyen:
- Mika Häkkinen: 20 (1-10 / 36-45)
- Michael Schumacher: 47 (11-15 / 17-35 / 46-67)
- Rubens Barrichello: 1 (16)

Michael Schumacher 39. győzelme, 41. leggyorsabb köre, David Coulthard 9. pole-pozíciója.
- Ferrari 129. győzelme.